# Imre Áldor
Imre Áldor (nume la naștere Emerich Schmidt) (n. ?, 1838, Pesta – d. 31 decembrie 1928, Újpest) a fost un scriitor, jurnalist și călugăr cistercian maghiar.

## Opere literare
- Mohammed élete (Viața lui Mahomed), Editura Franklin-Társulat, Budapesta, 1874
- Nagy Károly római császár története (Istoria împăratului roman Carol cel Mare), Editura Franklin-Társulat, Budapesta, 1876
- Nagy Sándor és kora (Alexandru cel Mare și epoca lui), Editura Franklin-Társulat, Budapesta, 1875
- Medicsi Lörincz (Lorenzo Medici), Editura Franklin-Társulat, Budapesta, 1875
- Hősōk és hadititok vagy Mohammed utódai (Eroi și secrete militare sau urmașii lui Mahomed), Editura Franklin-Társulat, Budapesta, 1875
- József császár vagy egy emberbarát a trónon (Împăratul Iosif sau un filantrop pe tron), Editura Franklin-Társulat, Budapesta, 1876
- V Károly vagy trónrol a kolostoba (Carol cvintul sau de la tron la mănăstire), Editura Franklin-Társulat, Budapesta, 1876
- XIV Lajos vagy Francziaország aranykora (Ludovic al XIV-lea sau epoca de aur a Franței), Editura Franklin-Társulat, Budapesta, 1876
- Róma alapítása és hőskora (Fondarea Romei și epoca sa eroică), Editura Franklin-Társulat, Budapesta, 1877
- Nagy Constantin császár (Împăratul Contantin cel Mare), Editura Franklin-Társulat, Budapesta, 1877
- Augusztus római császár története (Istoria împăratului roman Augustus), Editura Franklin-Társulat, Budapesta, 1877
- A nagy Napoleon császár története (Istoria marelui împărat Napoleon), Editura Franklin-Társulat, Budapesta, 1891
- Görögország története  (Istoria Greciei), Editura Franklin-Társulat, Budapesta